# Pseudocyclaspis mexicansis
Pseudocyclaspis mexicansis är en kräftdjursart som beskrevs av Radhadevi och Kurian 1981. Pseudocyclaspis mexicansis ingår i släktet Pseudocyclaspis och familjen Bodotriidae.
Artens utbredningsområde är Mexikanska golfen. Inga underarter finns listade i Catalogue of Life.